# U137 (musikgrupp)
U137 är en svensk postrock duo från Borås som består av Adam Törnblad och Oscar Gulbrandsen. Båda medlemmarna är också medlemmar i musikgruppen Moonlit Sailor. De har skivkontrakt med skivbolaget Deep Elm Records. Deras debutalbum Dreamer On The Run släpptes av Deep Elm Records år 2013.
Adam Törnblad som var en av medgrundarna till U137 avled den 8 maj 2017. Han blev 27 år gammal.

## Dreamer On The Run (2013)
Albumet släpptes 20 augusti 2013 och har fått ett generellt postivt mottagande.

## Medlemmar

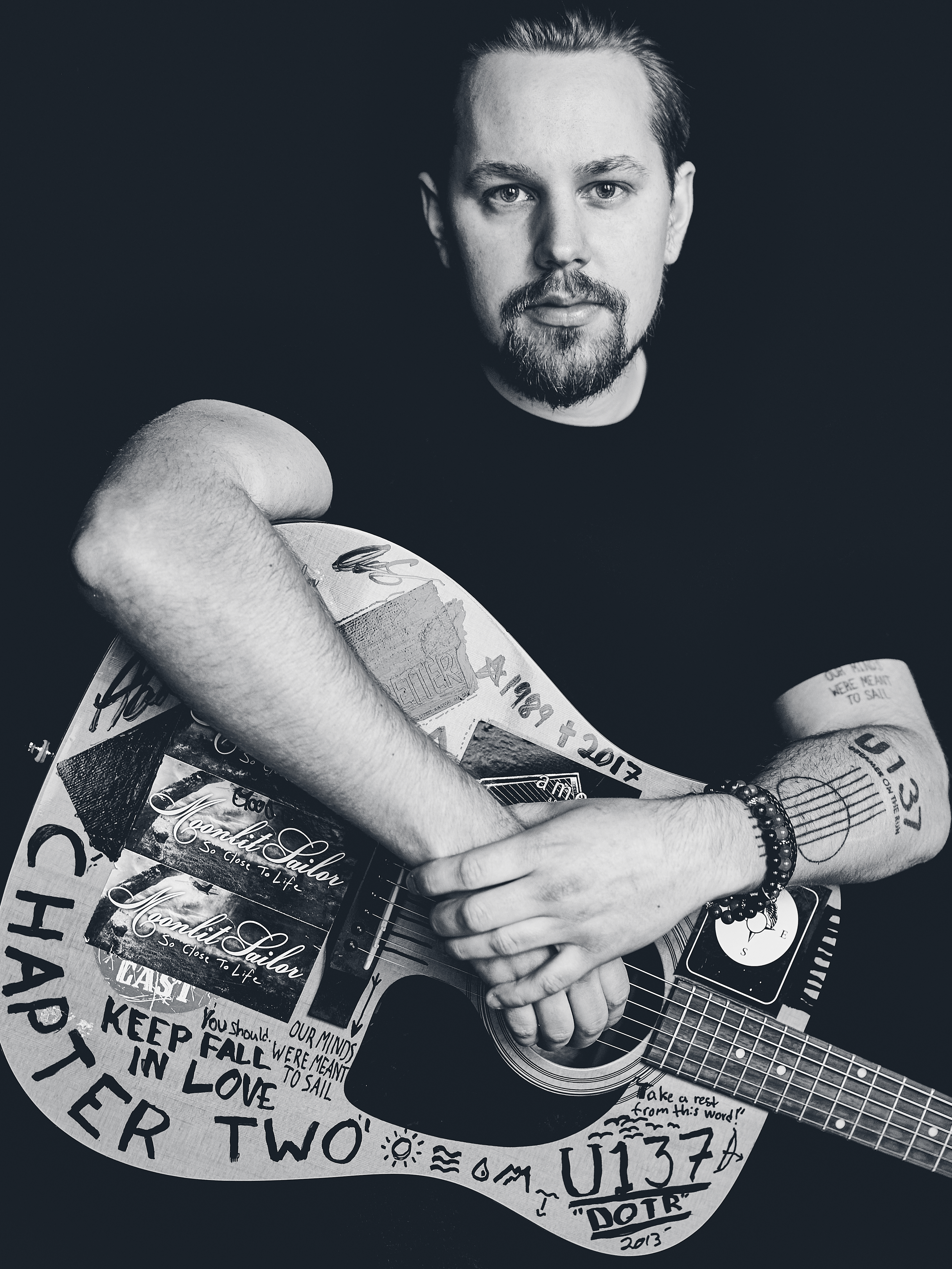
Oscar Gulbrandsen

- Adam Törnblad - (gitarr, bas, trummor, piano)[7]
- Oscar Gulbrandsen - (gitarr, bas, piano)[7]

## Diskografi

### Album
- 2013: Dreamer On The Run[1]

### Samlingar
- 2014: Deep Elm Sampler No. 12 "Sometimes I See You In The Stars"[8]